# .gm
.gm — в Інтернеті, національний домен верхнього рівня (ccTLD) для Гамбії.